# Meda från Odessos
Meda från Odessos,  död cirka 336 f.Kr., var en drottning av Makedonien, gift med kung Filip II av Makedonien.
Hon var dotter till den trakiska kungen Cothelas. År 342 f.Kr., Efter att ha fullbordat sina erövringar i det Odrysiska kungariket, begav Filip sig norrut. Tydligen var det då som den makedonske kungen ingick en allians med kungen av Getae-thrakernas kung Cothelas, vars dotter Meda han gifte sig med, och fick en rik hemgift. På så sätt kunde Filip säkra de nordliga gränserna för sina nya områden, eftersom de upproriska thrakierna berövades möjligheten att få stöd vid eventuella nya ovänliga aktioner mot makedonierna. Meda tycks varken ha fått barn eller haft något personligt politiskt inflytande, men hennes position vid hovet var tryggt eftersom Filip behövde alliansen med hennes far. 
När Filip avled år 336 ska Meda ha begått självmord för att följa honom till Hades. Detta var inte ovanligt i den thrakiska kulturen, men det gjorde stort intryck i Makedonien, där hon som erkänsla begravdes i Filips gravkammare. 